# レ・ファ・シ
『レ・ファ・シ』(西: Re fa si)は、エンリケ・デルフィーノ(Enrique Delfino) 作曲のタンゴ。

## 概要
1917年発表の曲。「re fa# si 」の出だしで始まることからつけられた題名である。
公式の歌詞はついていない。曲の調子は、すごく明るい。
ロベルト・フィルポ楽団、フランシスコ・カナロ楽団、ファン・ダリエンソ楽団、数多くのタンゴの楽団のレコード録音がある。